# 張道古
张道古（?—?），一名睍，字子美，唐朝临淄人。
景福二年，进士及第，授官右拾遗，乾宁四年（897年），上书唐昭宗称国家有五危、二乱，谪守施州司户。后入四川，王建召为武司郎中，不久被贬茂州，卒於赴任途中。